# Pokonchi
Pokonchi (Pocomchí, Poqomchi'), indijanski narod porodice maya, naseljen u Gvatemalskim departmanima Alta Verapaz i Baja Verapaz oko gornjeg toka rijeke Río Cahabón. Njihovi najbliži srodnici su Pokomami s kojima jezično pripadaju majanskoj podskupini pocom.
U prastara vremena, prema Braseuru de Boubourgu, Knjige gospodara iz Totonicapána nazivale su ih Vukamag Tecpám ili Trinaest plemena iz Tecpána. 
Po njima nosi ime i jedna vrsta endemične zelene gvatemalske žabe iz porodice Hylidae, Plectrohyla pokomchi.